# Halowe Mistrzostwa Europy w Lekkoatletyce 1986 – bieg na 3000 m kobiet
Bieg na 3000 metrów kobiet – jedna z konkurencji biegowych rozgrywanych podczas halowych lekkoatletycznych mistrzostw Europy w hali Palacio de Deportes w Madrycie. Rozegrano od razu bieg finałowy bieg finałowy 23 lutego 1986. Zwyciężyła reprezentantka Niemieckiej Republiki Demokratycznej Ines Bibernell. Tytułu zdobytego na poprzednich mistrzostwach nie broniła Agnese Possamai z Włoch.

## Rezultaty

### Finał
Wystartowało 8 biegaczek.
Opracowano na podstawie materiału źródłowego.
| Miejsce | Zawodniczka       | Czas    |
| ------- | ----------------- | ------- |
| 1       | Ines Bibernell    | 8:54,52 |
| 2       | Yvonne Murray     | 9:01,31 |
| 3       | Regina Čistiakova | 9:01,72 |
| 4       | Jelena Romanowa   | 9:03,85 |
| 5       | Margareta Keszeg  | 9:09,95 |
| 6       | Aurora Cunha      | 9:10,50 |
| 7       | Eva Jurková       | 9:11,42 |
| 8       | Teresa Recio      | 9:41,98 |